# Паоло Лоренці
Паоло Лоренці (італ. Paolo Lorenzi, італійська вимова: [ˈpaːolo loˈrɛntsi];
нар. 15 грудня 1981) — колишній італійський професійний тенісист. 
Здобув один одиночний та один парний титул туру ATP.
Найвищу одиночну позицію світового рейтингу — 33 місце досяг 15 травня 2017, парну — 82 місце — 29 січня 2018 року.
Завершив кар'єру 2021 року.

## Фінали ATP

### Одиночний розряд: 4 (1 титул, 3 поразки)
| Легенда                            |
| ---------------------------------- |
| Турніри Великого шолома (0–0)      |
| Фінали Світового туру ATP (0–0)    |
| ATP World Tour Masters 1000 (0–0)  |
| Серія 500 Світового туру ATP (0–0) |
| Серія 250 Світового туру ATP (1–3) |

| Титули за покриттям |
| ------------------- |
| Тверде (0–0)        |
| Ґрунт (1–3)         |
| Трава (0–0)         |

| Результат | W–L | Дата     | Турнір                                          | Рівень    | Покриття  | Опонент                | Рахунок                 |
| --------- | --- | -------- | ----------------------------------------------- | --------- | --------- | ---------------------- | ----------------------- |
| Поразка   | 0–1 | 2014     | Brasil Open, Бразилія                           | Серія 250 | Ґрунт (i) | Федеріко Дельбоніс     | 6–4, 3–6, 4–6           |
| Перемога  | 1–1 | Лип 2016 | Austrian Open Kitzbühel, Австрія                | Серія 250 | Ґрунт     | Ніколоз Басілашвілі    | 6–3, 6–4                |
| Поразка   | 1–2 | Лют 2017 | Ecuador Open, Еквадор                           | Серія 250 | Ґрунт     | Віктор Естрелья Бургос | 7–6(7–2), 5–7, 6–7(6–8) |
| Поразка   | 1–3 | Лип 2017 | Відкритий чемпіонат Хорватії з тенісу, Хорватія | Серія 250 | Ґрунт     | Андрій Рубльов         | 4–6, 2–6                |

### Парний розряд: 3 (1 титул, 2 поразки)
| Легенда                            |
| ---------------------------------- |
| Турніри Великого шолома (0–0)      |
| Фінали Світового туру ATP (0–0)    |
| ATP World Tour Masters 1000 (0–0)  |
| Серія 500 Світового туру ATP (0–0) |
| Серія 250 Світового туру ATP (1–2) |

| Титули за покриттям |
| ------------------- |
| Тверде (0–0)        |
| Ґрунт (1–2)         |
| Трава (0–0)         |

| Результат | W–L | Дата     | Турнір                    | Tier      | Покриття  | Партнер                | Опоненти                          | Рахунок  |
| --------- | --- | -------- | ------------------------- | --------- | --------- | ---------------------- | --------------------------------- | -------- |
| Перемога  | 1–0 | Лют 2013 | Chile Open, Чилі          | Серія 250 | Ґрунт     | Потіто Стараче         | Хуан Монако Рафаель Надаль        | 6–2, 6–4 |
| Поразка   | 1–1 | Лют 2015 | Brasil Open, Бразилія     | Серія 250 | Ґрунт (i) | Дієго Шварцман         | Хуан Себастьян Кабаль Роберт Фара | 4–6, 2–6 |
| Поразка   | 1–2 | Лют 2016 | Argentina Open, Аргентина | Серія 250 | Ґрунт     | Íñigo Cervantes Huegun | Хуан Себастьян Кабаль Роберт Фара | 3–6, 0–6 |

## Фінали челленджерів і ф'ючерсів

### Одиночний розряд: 44 (25–19)
| Легенда (одиночний розряд) |
| -------------------------- |
| Тур ATP Челленджер (21–18) |
| Тур ITF Ф'ючерс (4–1)      |

| Титули за покриттям |
| ------------------- |
| Тверде (4–3)        |
| Ґрунт (21–16)       |
| Трава (0–0)         |
| Килим (0–0)         |

| Результат | В-П   | Дата     | Турнір                    | Рівень     | Покриття   | Суперник                 | Рахунок                 |
| --------- | ----- | -------- | ------------------------- | ---------- | ---------- | ------------------------ | ----------------------- |
| Поразка   | 0–1   | Вер 2002 | Італія F5, Селарджус      | Ф'ючерс    | Тверде     | Родольф Кадар            | 0–6, 3–6                |
| Перемога  | 1–1   | Сер 2003 | Хорватія F3, Нашиці       | Ф'ючерс    | Ґрунт      | Шебе Кіш                 | 4–6, 6–0, 6–0           |
| Перемога  | 2–1   | Кві 2005 | Австралія F4, Frankston   | Ф'ючерс    | Ґрунт      | Васіліс Мазаракіс        | 6–4, 7–6(7–4)           |
| Поразка   | 2–2   | Кві 2006 | Сан-Луїс-Потосі, Мексика  | Челленджер | Ґрунт      | Райнер Айцінґер          | 4–6, 7–6(7–5), 5–7      |
| Перемога  | 3–2   | Вер 2006 | Таррагона, Іспанія        | Челленджер | Ґрунт      | Юнес Ель-Айнауї          | 6–4, 7–6(7–4)           |
| Перемога  | 4–2   | Лют 2008 | Італія F2, Тренто         | Ф'ючерс    | Тверде (i) | Філіпп Освальд           | 7–6(9–7), 7–6(9–7)      |
| Перемога  | 5–2   | Чер 2008 | Алессандрія, Італія       | Челленджер | Ґрунт      | Сімоне Ваньйоцці         | 4–6, 7–6(7–5), 7–6(7–4) |
| Перемога  | 6–2   | Лют 2009 | Кот Д'Івуар F1, Абіджан   | Ф'ючерс    | Тверде     | Валентен Санон           | 6–3, 6–4                |
| Поразка   | 6–3   | Кві 2009 | Сан-Луїс-Потосі, Мексика  | Челленджер | Ґрунт      | Сантьяго Хіральдо        | 2–6, 7–6(7–3), 2–6      |
| Поразка   | 6–4   | Тра 2009 | Тенерифе, Іспанія         | Челленджер | Тверде     | Марко К'юдінеллі         | 3–6, 4–6                |
| Перемога  | 7–4   | Чер 2009 | Реджо-нель-Емілія, Італія | Челленджер | Ґрунт      | Жан-Рене Лінар           | 7–5, 1–6, 6–2           |
| Перемога  | 8–4   | Лип 2009 | Рієка, Хорватія           | Челленджер | Ґрунт      | Блаж Кавчич              | 6–3, 7–6(7–2)           |
| Перемога  | 9–4   | Вер 2009 | Любляна, Словенія         | Челленджер | Ґрунт      | Грега Жемля              | 1–6, 7–6(7–4), 6–2      |
| Поразка   | 9–5   | Тра 2009 | Таррагона, Іспанія        | Челленджер | Ґрунт      | Даніель Хімено-Травер    | 4–6, 0–6                |
| Поразка   | 9–6   | Кві 2010 | Перейра, Колумбія         | Челленджер | Ґрунт      | Сантьяго Хіральдо        | 3–6, 3–6                |
| Перемога  | 10–6  | Лип 2010 | Ріміні, Італія            | Челленджер | Ґрунт      | Федеріко Дельбоніс       | 6–2, 6–0                |
| Перемога  | 11–6  | Кві 2011 | Перейра, Колумбія         | Челленджер | Ґрунт      | Рожеріу Дутра Сілва      | 7–5, 6–2                |
| Перемога  | 12–6  | Вер 2011 | Любляна, Словенія         | Челленджер | Ґрунт      | Грега Жемля              | 6–2, 6–4                |
| Поразка   | 12–7  | Бер 2012 | Салінас, Еквадор          | Челленджер | Ґрунт      | Гідо Пелья               | 6–1, 5–7, 3–6           |
| Поразка   | 12–8  | Бер 2012 | Гвадалахара, Мексика      | Челленджер | Тверде     | Тьяго Алвес              | 3–6, 6–7(4–7)           |
| Поразка   | 12–9  | Кві 2012 | Сан-Луїс-Потосі, Мексика  | Челленджер | Ґрунт      | Рубен Рамірес Ідальго    | 6–3, 3–6, 4–6           |
| Поразка   | 12–10 | Кві 2012 | Сарасота, США             | Челленджер | Ґрунт      | Сем Кверрі               | 1–6, 7–6(7–3), 3–6      |
| Перемога  | 13–10 | Сер 2012 | Корденонс, Італія         | Челленджер | Ґрунт      | Даніель Хімено-Травер    | 7–6(7–5), 6–3           |
| Поразка   | 13–11 | Сер 2012 | Тоді, Італія              | Челленджер | Ґрунт      | Андрій Кузнєцов          | 3–6, 0–2 ret.           |
| Перемога  | 14–11 | Лис 2012 | Медельїн, Колумбія        | Челленджер | Ґрунт      | Леонардо Маєр            | 7–6(7–5), 6–7(4–7), 6–4 |
| Поразка   | 14–12 | Лис 2012 | Гуаякіль, Еквадор         | Челленджер | Ґрунт      | Леонардо Маєр            | 2–6, 4–6                |
| Поразка   | 14–13 | Січ 2014 | Букараманга, Колумбія     | Челленджер | Ґрунт      | Алехандро Фалья          | 5–7, 1–6                |
| Перемога  | 15–13 | Кві 2014 | Сан-Луїс-Потосі, Мексика  | Челленджер | Ґрунт      | Адріан Менендес Масейрас | 6–1, 6–3                |
| Перемога  | 16–13 | Жов 2014 | Калі, Колумбія            | Челленджер | Ґрунт      | Віктор Естрелья Бургос   | 4–6, 6–3, 6–3           |
| Поразка   | 16–14 | Лис 2014 | Гуаякіль, Еквадор         | Челленджер | Ґрунт      | Пабло Куевас             | w/o                     |
| Перемога  | 17–14 | Тра 2015 | Ескішехір, Туреччина      | Челленджер | Тверде     | Іньїго Сервантес Егун    | 7–6(7–4), 7–6(7–5)      |
| Перемога  | 18–14 | Сер 2015 | Cortina, Італія           | Челленджер | Ґрунт      | Максімо Гонсалес         | 6–3, 7–5                |
| Перемога  | 19–14 | Жов 2015 | Перейра, Колумбія         | Челленджер | Ґрунт      | Алехандро Гонсалес       | 4–6, 6–3, 6–4           |
| Перемога  | 20–14 | Жов 2015 | Медельїн, Колумбія        | Челленджер | Ґрунт      | Гонсало Лама             | 7–6(7–3), 2–0 ret.      |
| Поразка   | 20–15 | Лис 2015 | Богота, Колумбія          | Челленджер | Ґрунт      | Едуардо Струвай          | 3–6, 6–4, 4–6           |
| Перемога  | 21–15 | Січ 2016 | Канберра, Австралія       | Челленджер | Тверде     | Іван Додіг               | 6–2, 6–4                |
| Поразка   | 21–16 | Січ 2016 | Букараманга, Колумбія     | Челленджер | Ґрунт      | Геральд Мельцер          | 3–6, 1–6                |
| Перемога  | 22–16 | Чер 2016 | Кальтаніссетта, Італія    | Челленджер | Ґрунт      | Маттео Донаті            | 6–3, 4–6, 7–6(9–7)      |
| Перемога  | 23–16 | Чер 2017 | Кальтаніссетта, Італія    | Челленджер | Ґрунт      | Алессандро Джаннессі     | 6–4, 6–2                |
| Поразка   | 23–17 | Чер 2018 | L'Aquila, Італія          | Челленджер | Ґрунт      | Факундо Баньїс           | 6–2, 3–6, 4–6           |
| Перемога  | 24–17 | Сер 2018 | Сопот, Польща             | Челленджер | Ґрунт      | Даніель Хімено-Травер    | 7–6(7–2), 6–7(5–7), 6–3 |
| Перемога  | 25–17 | Сер 2018 | Корденонс, Італія         | Челленджер | Ґрунт      | Máté Valkusz             | 6–3, 3–6, 6–4           |
| Поразка   | 25–18 | Тра 2019 | Саванна, США              | Челленджер | Ґрунт      | Федеріко Корія           | 3–6, 6–4, 2–6           |
| Поразка   | 25–19 | Сер 2019 | Манербіо, Італія          | Челленджер | Ґрунт      | Федеріко Гайо            | 3–6, 1–6                |

### Парний розряд: 12 (9–5)
| Легенда (парний розряд)  |
| ------------------------ |
| Тур ATP Челленджер (7–4) |
| Тур ITF Ф'ючерс (2–1)    |

| Титули за покриттям |
| ------------------- |
| Тверде (2–2)        |
| Ґрунт (7–3)         |
| Трава (0–0)         |
| Килим (0–0)         |

| Результат | В-П | Дата     | Турнір                | Рівень     | Покриття   | Партнер                  | Суперники                          | Рахунок               |
| --------- | --- | -------- | --------------------- | ---------- | ---------- | ------------------------ | ---------------------------------- | --------------------- |
| Поразка   | 0–1 | Січ 2008 | КНР F1, Шеньчжень     | Ф'ючерс    | Тверде     | Джанкарло Петраццуоло    | Юй Сіньюань Цзен Шаосюань          | 6–7(1–7), 6–7(3–7)    |
| Перемога  | 1–1 | Січ 2008 | КНР F2, Дунгуань      | Ф'ючерс    | Тверде     | Джанкарло Петраццуоло    | Фредерік Нільсен Расмус Нербю      | 6–4, 7–6(7–1)         |
| Перемога  | 2–1 | Лют 2008 | Італія F2, Тренто     | Ф'ючерс    | Тверде (i) | Джанкарло Петраццуоло    | Ксав'є Одуа Людовік Вальтер        | 6–3, 4–6, [10–8]      |
| Поразка   | 2–2 | Тра 2008 | Рим, Італія           | Челленджер | Ґрунт      | Джанкарло Петраццуоло    | Флавіо Чіполла Сімоне Ваньйоцці    | 3–6, 3–6              |
| Перемога  | 3–2 | Лип 2008 | Сан-Бенедетто, Італія | Челленджер | Ґрунт      | Жуліо Сілва              | Кетелін-Йонуц Гирд Макс Радічніґґ  | 6–3, 7–5              |
| Перемога  | 4–2 | Сер 2009 | Орбетелло, Італія     | Челленджер | Ґрунт      | Джанкарло Петраццуоло    | Алессіо ді Мауро Мануель Джоркуера | 7–6(7–5), 3–6, [10–6] |
| Перемога  | 5–2 | Жов 2010 | Асунсьйон, Парагвай   | Челленджер | Ґрунт      | Фабіо Фоніні             | Карлос Берлок Бріан Дабуль         | 6–3, 6–4              |
| Перемога  | 6–2 | Кві 2011 | Барранкілья, Колумбія | Челленджер | Ґрунт      | Флавіо Чіполла           | Алехандро Фалья Едуардо Струвай    | 6–3, 6–4              |
| Перемога  | 7–2 | Чер 2011 | Рієка, Хорватія       | Челленджер | Ґрунт      | Жуліо Сілва              | Ловро Зовко Діно Маркан            | 6–3, 6–2              |
| Поразка   | 7–3 | Січ 2012 | Букараманга, Колумбія | Челленджер | Ґрунт      | Мігель Анхель Лопес Хаен | Аріель Беар Орасіо Себальйос       | 4–6, 6–7(5–7)         |
| Перемога  | 8–3 | Сер 2015 | Cortina, Італія       | Челленджер | Ґрунт      | Маттео Віола             | Лі Сіньхань Алессандро Мотті       | 6–7(5–7), 6–4, [10–3] |
| Поразка   | 8–4 | Жов 2015 | Монтеррей, Мексика    | Челленджер | Тверде     | Фернандо Ромболі         | Тіємо де Баккер Марк Верворт       | w/o                   |
| Перемога  | 9–4 | Кві 2019 | Сарасота, США         | Челленджер | Ґрунт      | Мартін Куевас            | Люк Бембрідж Джонні О'Мара         | 7–6(7–5), 7–6(8–6)    |
| Поразка   | 9–5 | Кві 2021 | Рим, Італія           | Челленджер | Ґрунт      | Хуан Пабло Варільяс      | Садіо Думбія Фаб'єн Ребуль         | 6-7(5-7), 5-7         |

## Досягнення

### Одиночний розряд
| Турнір                                 | 2007 | 2008 | 2009 | 2010 | 2011 | 2012 | 2013 | 2014 | 2015 | 2016 | 2017 | 2018 | 2019 | 2020 | 2021 | W–L   |
| -------------------------------------- | ---- | ---- | ---- | ---- | ---- | ---- | ---- | ---- | ---- | ---- | ---- | ---- | ---- | ---- | ---- | ----- |
| Турніри Великого шлему                 |      |      |      |      |      |      |      |      |      |      |      |      |      |      |      |       |
| Відкритий чемпіонат Австралії з тенісу |      | К1р  | К1р  | 1р   |      | 1р   | 1р   |      | 2р   | 1р   | 2р   | 1р   | К3р  | К2р  | К1р  | 2–7   |
| Відкритий чемпіонат Франції з тенісу   | К3р  | К2р  | К3р  | 1р   | К2р  | 1р   | 1р   | 1р   | 1р   | 1р   | 2р   | 1р   | К1р  | К1р  | К1р  | 1–7   |
| Вімблдонський турнір                   | К2р  | К1р  | К1р  | 1р   | К1р  | 1р   | 1р   | 1р   | 1р   | 1р   | 2р   | 2р   | 1р   | NH   | К1р  | 2–9   |
| Відкритий чемпіонат США з тенісу       | К1р  | К2р  | К1р  |      | К2р  | 1р   | 1р   | 2р   | 1р   | 3р   | 2р   | 2р   | 3р   | 1р   | К2р  | 9–9   |
| Win–loss                               | 0–0  | 0–0  | 0–0  | 0–3  | 0–0  | 0–4  | 0–4  | 1–3  | 1–4  | 2–4  | 6–4  | 2–4  | 2–2  | 0–1  | 0–0  | 14–33 |
| Загальна статистика                    |      |      |      |      |      |      |      |      |      |      |      |      |      |      |      |       |
| Титули–Фінали                          | 0–0  | 0–0  | 0–0  | 0–0  | 0–0  | 0–0  | 0–0  | 0–1  | 0–0  | 1–0  | 0–2  | 0–0  | 0–0  | 0–0  | 0–0  | 1–3   |
| Рейтинг на кінець року                 | 294  | 207  | 84   | 143  | 108  | 64   | 109  | 64   | 68   | 40   | 43   | 109  | 115  | 146  | 260  |       |

### Парний розряд
| Турніри Великого шлему                 |     |     |     |     |     |     |     |     |     |      |
| Відкритий чемпіонат Австралії з тенісу | 1р  |     |     | 2р  |     | 1р  | 1р  | 1р  | 1р  | 1–6  |
| Відкритий чемпіонат Франції з тенісу   | 2р  |     | 1р  | 2р  |     |     | 1р  | ЧФ  | 1р  | 4–6  |
| Вімблдонський турнір                   |     | 1р  | 1р  | 1р  | 1р  |     | 1р  | 1р  | 1р  | 0–7  |
| Відкритий чемпіонат США з тенісу       |     |     |     | 1р  |     |     | 1р  | 2р  |     | 1–3  |
| Win–loss                               | 1–2 | 0–1 | 0–2 | 2–4 | 0–1 | 0–1 | 0–4 | 3–4 | 0–3 | 6–22 |